# الحرب الأهلية البيزنطية 1328-1321
الحرب الأهلية البيزنطية 1328-1321 اندلعت الحرب الأهلية البيزنطية من عام 1321 إلي عام 1328 وهي سلسلة صراعات متصلة بين أندرونيكوس الثاني باليولوج وحفيده أندرونيكوس الثالث باليولوج من أجل السيطرة على الإمبراطورية البيزنطية.

## مقدمة الحرب الأهلية
بعد حادثة مقتل الأمير مانويل من قبل اخيه أندرونيكوس الثالث باليولوج خطأ، عمد أندرونيكوس الثاني باليولوج إلى استبعاد أندرونيكوس الثالث باليولوج من منصبه، في حين توفي ميخائيل التاسع باليولوج ابن أندرونيكوس الثاني باليولوج والذي كان في طريقه لتولي العرش، وذلك بعد علمه بموت ابنه.

## الصراع الأول 1321
كان أندرونيكوس الثالث باليولوج يحظي بالكثير من المؤيدين ومن اهمهم: سيرجانس بالايولوغوس وجون كانتاكوزينوس السادس الذين نصّبوا أنفسهم حكاماً علي مدينة تراقيا بسبب استيائهم الشديد من الإمبراطور القديم. وفي عيد الفصح عام 1321 فرّ أندرونيكوس الثالث باليولوج إلي العاصمة أدرنة، حيث أقام في بلاطه في الوقت الذي بدأت فيه الانتفاضة ضد جده. وقاد سيرجانس بالايولوغوس جيشه الجرار متجها إلي العاصمة مما اضطر الإمبراطور للتفاوض. وفي 6 يوليو عام 1321 تم التوصل إلى اتفاقية سلام بين الأطراف المتنازعة وتم الإتفاق على الاعتراف بأندرونيكوس الثالث باليولوج امبراطوراًً علي تراقيا وعدة منا من مقدونيا. بينما بقيت القسطنطينية تحت حكم أندرونيكوس الثاني باليولوج كأعظم امبراطور، حيث كان من سلطاته أيضاً مباشرة السياسات الخارجية للإمبراطورية.

## الصراع الثاني 1322
لم تستمر اتفاقية 1322 طويلاً، حيث مال كلاً من أندرونيكوس الثاني باليولوج وأندرونيكوس الثالث باليولوج إلي تطبيق سياسات خارجية مستقلة بالقوة. حيث نشب خلاف داخل صفوف أندرونيكوس الثالث باليولوج بين سيرجانس بالايولوغوس ورئيس الأركان جون كانتاكوزينوس وذلك بسبب شعور سيرجانس بالايولوغوس انه لم يتم دعمه بالشكل الكافي وعبر أيضاً عن استيائه الشديد بسبب التقدير الكبير الذي أبداه أندرونيكوس الثاني باليولوج لجون كانتاكوزينوس. علاوة على ذلك، فقد تم تداول قصه فحواها أن أندرونيكوس الثالث باليولوج حاول إغواء زوجة سيرجانس بالايولوغوس. وكنتيجة لذلك، في ديسمبر 1321 فرّت جنود سيرجانس بالايولوغوس إلي القسطنطينية لدعم الإمبراطور القديم. لذا تم منح سيرجانس بالايولوغوس رتبة (megas dux) «وهي رتبة عسكرية مرموقة كانت تمنح لرئيس الأركان في الأسطول البيزنطي» وتعني (dux باللاتينية القائد أو الزعيم). ومن ثم استطاع إقناع أندرونيكوس الثاني باليولوج باستئناف الحرب. وبالفعل اشتعل فتيل الحرب من جديد وانتصر أندرونيكوس الثاني باليولوج العديد من الانتصارات مما مكنه من الإستيلاء علي العديد من المدن في القسطنطينية، وفي النهاية تم إبرام اتفاقية اخري في يوليو عام 1322 ورجع الحال إلي ما كان عليه. وبهذا الإتفاق بين الجد وحفيدة أصبح سيرجانس بالايولوغوس في موقف حرج لفشله في تحقيق أطماعه، لذلك شرع في التخطيط لاغتيال أندرونيكوس الثاني باليولوج والإستيلاء علي عرشه. لكن الرياح تأتي بما لاتشتهي السفن، حيث تم إحباط المؤامرة وحكم علي سيرجانس بالايولوغوس بالسجن مدي الحياة. وفي فبراير عام 1325 توج أندرونيكوس الثاني باليولوج حفيده (أندرونيكوس الثالث باليولوج) امبراطوراً علي البلاد. وفي النهاية، وعلي الرغم من قلة المعارك التي دارت في هذا الصراع، إلا أنها كان لها تأثير سلبي كبير علي الإمبراطورية البيزنطية: حيث انخفض الإنتاج الزراعي وتضررت التجارة بشكلٍ كبير.

## الصراع الثالث 28 - 1327
في فبراير 1327 نشب صراع جديد بين أندرونيكوس الثالث باليولوج وجدّه أندرونيكوس الثاني باليولوج لكن هذه المرة تورطت دول بلقان في هذه الحرب، حيث وقف ملك الصرب ستيفان ديكانسكي إلي جانب أندرونيكوس الثاني باليولوج، وعلي الجانب الآخر وقف امبراطور بلغاريا ميخائيل شيشمان إلي جانب أندرونيكوس الثالث باليولوج كما هو متفق عليه في معاهدة شيرنومان. ودارت مجموعة من المعارك الضارية علي الأراضي المقدونية التي استولي عليها أندرونيكوس الثالث باليولوج في النهاية، بالإضافة إلى، السيطرة على مدينة سالونيك. وفي يناير 1328 استطاع أندرونيكوس الثاني باليولوج استعادة المدينة وذلك بمساعدة قائده جون كانتاكوزينوس. وبعد حفلة الانتصارات التي دارة في مقدونيا، قرر أندرونيكوس الثالث باليولوج الإستيلاء علي القسطنطينية. وفي مايو عام 1328 حاصر المدينة مما أجبر جده علي الإستسلام والتنازل عن العرش ومن ثمّ تولي هو زمام الأمور في الإمبراطورية. وبعد عامين لجأ الإمبراطور القديم إلي صومعته حتي وافته المنيّة في فبراير عام 1332. وفي عهد أندرونيكوس الثالث باليولوج من عام 1341 - 1328 وُلد جيل جديد بقيادة الزعيم جون كانتاكوزينوس والذي كان مسؤولاً عن سياسات الإمبراطورية البيزنطية بينما تولي أندرونيكوس الثالث باليولوج قيادة الجيش. وكعادة الحروب الأهلية فقد استنزفت هذه الحرب الامبراطورية البيزنطية مما أدي إلي انخفاض قيمةالعملة، لكن الحكومة قد صبت جُل اهتماماتها علي القانون والمحاكم.